# Myscelia orsis
Espèce
Myscelia orsis est une  espèce de lépidoptères (papillons) de la famille des Nymphalidae et de la sous-famille des Biblidinae et du genre Myscelia.

## Dénomination
Myscelia orsis a été décrite par Dru Drury en 1782 sous le nom initial de Papilio orsis.

### Nom vernaculaire
Myscelia orsis se nomme Orsis Bluewing en anglais.

## Description

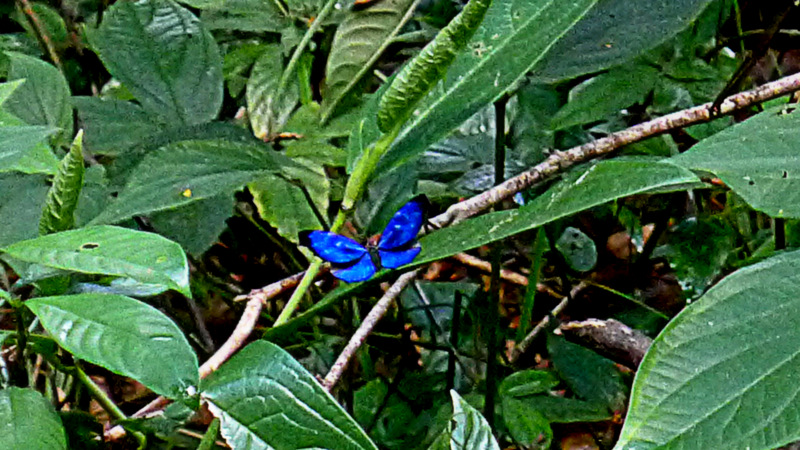

Myscelia orsis est un papillon aux ailes antérieures à apex coupé et bord externe concave Chez les femelles le dessus des ailes est noir rayé de bandes blanches avec une tache rouge aux ailes antérieures à l'angle de l'apex et du bord externe et chez les mâles le dessus est bleu vif métallisé avec la même tache rouge. 
Le revers est de marron roux marbré.

## Écologie et distribution
Myscelia orsis est présent au Brésil.

### Protection
Pas de statut de protection particulier.